# Masakra w Depayin
Masakra w Depayin – napad rządowych bojówek na konwój birmańskiej dysydentki Aung San Suu Kyi, do którego doszło 30 maja 2003 roku, odczytywany jako próba zamachu na jej życie.
Po zwolnieniu z aresztu domowego 6 maja 2002 roku, Suu Kyi odbyła między 11 czerwca 2002 i 13 kwietnia 2003 roku podróże do 95 miast Birmy, by otwierać biura swojej partii. Począwszy od 6 maja 2003 roku rozpoczęła podróż po prowincjach Mandalaj i Sikong oraz stanie Kaczin. Podróże odbyły się po uzyskaniu zgody władz oraz lokalnych komisji wyborczych.
Przeprowadzenie operacji nadzorowali z pobliskiego Monywar zastępca ministra spraw wewnętrznych i wojskowy komendant dystryktu. Przygotowania na miejscu ataku rozpoczęto na kilka dni przed akcją, rekwirując na potrzeby przygotowań budynek szkoły i kilkadziesiąt samochodów miejscowych, a także zatrudniając lokalnych rzemieślników do przygotowania miejsca zasadzki.
Do zdarzenia doszło 30 maja 2003 roku, gdy na konwój wiozący Suu Kyi i jej współpracowników przez Górną Birmę, napadła rządowa bojówka uzbrojona w kije i noże (jej dowódca − kapitan armii − posługiwał się pistoletem). W odludnym miejscu grupa kilkuset rządowych bojówkarzy przygotowała zasadzkę na konwój. Napastnicy zatrzymali samochody i zaczęli wyciągać ze środka pasażerów, których bito, gwałcono i mordowano − zgodnie z wcześniejszymi poleceniami Suu Kyi działacze nie stawiali oporu. Szacowana liczba ofiar doszła do 70, opozycja opublikowała listę 115 nazwisk osób zaginionych.
Część osób, które przeżyły atak i zdołały wyrwać się z zasadzki, uciekała w stronę samego Depayin. Tam uciekinierzy zostali zaatakowani przez drugą grupę bojówkarzy.
Część ciał spalono na miejscu, zaś prochy wrzucono do pobliskiej rzeki Mu, a około 100 (w tym ciężko rannych) wywieziono z miejsca masakry w odludne miejsce i pogrzebano lub przewieziono do krematoriów. Po zdarzeniu władze nawet nie próbowały pozorować żadnych działań, które sugerowałyby, że podjęły śledztwo w sprawie wyjaśnienia okoliczności zajścia.
Suu Kyi przeżyła napaść, ponieważ jej kierowca nie posłuchał polecenia i w chwili napadu zdołał przebić się przez atakujących i wyprowadzić samochód z pułapki.
Fakt, że Suu Kyi zdołała wyjść cało z ataku, zrodził spekulacje co do charakteru akcji − według analityków mógł świadczyć zarówno o niekompetencji wykonawców jak i o zamiarze zastraszenia Suu Kyi, a nie jej zabicia.
Po masakrze w Depayin władze oficjalnie ogłosiły, że to bojówki opozycji napadły na przedstawicieli władz. 31 maja Suu Kyi została ponownie uwięziona i osadzona w areszcie domowym, trwającym do 2010 roku, a wobec innych ocalonych zapadły surowe wyroki.